# BMW S 1000 R
Die BMW S 1000 R ist ein Motorrad der Bayerischen Motoren Werke. Das Naked Bike wurde am 5. November 2013 auf der Zweiradmesse EICMA in Mailand präsentiert. Verkaufsbeginn war am 15. März 2014. Das Motorrad wurde im BMW-Werk Berlin in Spandau endmontiert.
Das nur leicht verkleidete Motorrad mit dem Werkscode K47 basiert technisch auf dem Superbike S 1000 RR und wurde von BMW als „Dynamic Roadster“ vermarktet.

Ende 2020 erschien die S 1000 R mit dem Werkscode K63 als neues Fahrzeug. Bei ihr sind die asymmetrischen Scheinwerfer entfallen.

## Konstruktion
Gegenüber dem Basismodell BMW S 1000 RR, von dem der Roadster 75 % Gleichteile erhielt, wurde die Nennleistung durch eine geänderte Motorabstimmung um 24 kW (33 PS) verringert. Die Nockenwellenprofile wurden modifiziert und die Motorsteuerung angepasst. Das Drehmoment im unteren und mittleren Drehzahlbereich wurde durch geänderte Ansaugkanäle im Zylinderkopf deutlich erhöht. In der Airbox wurde gegenüber der RR auf Schaltsaugrohre verzichtet. Bis zu einer Drehzahl von 7500 min−1 erzeugt der Motor 10 Newtonmeter mehr Drehmoment als der Motor der RR. Die Ventile bestehen anders als bei der RR aus Stahl anstelle von Titan. Wegen des damit verbundenen höheren Ventilgewichts wurde die maximale Drehzahl von 14.200 auf 12.000 min−1 gesenkt.
Die S 1000 R hat statt einer Vollverkleidung eine Lampenmaske im Stil der Aprilia Tuono, von BMW als „Split Face“ bezeichnet, knappe Seitenteile und einen Bugspoiler. Durch einen höheren und weniger gekröpften Rohrlenker aus Leichtmetall ergibt sich für den Fahrer eine entspanntere Haltung. Die Gabel wurde um 0,8 Grad flacher gestellt, wodurch sich der Nachlauf um 5 mm verlängert. Der Radstand ist gegenüber dem Modell BMW S 1000 RR um 22 mm vergrößert. Beide Maßnahmen stabilisieren den Geradeauslauf. Ein Lenkungsdämpfer ist serienmäßig eingebaut. Durch die umfangreichere Serienausstattung stieg das Leergewicht der fahrbereiten Maschine trotz fehlender Vollverkleidung um 4 auf 207 kg.

### Antrieb
Die BMW S 1000 R hat einen quer eingebauten, um 32 Grad nach vorn geneigten Reihenmotor. Der Vierzylindermotor mit zwei obenliegenden Nockenwellen und einem Hubraum von 999 cm³ hat eine Bohrung von 80 mm, einen Hub von 49,7 mm und ein Verdichtungsverhältnis von 12,0 : 1. Je zwei Einlass- und zwei Auslassventile des wasser- und ölgekühlten Viertaktmotors werden über einen kohlenstoffbeschichteten Schlepphebel betätigt. Die Kurbelwelle hat den üblichen Hubzapfenversatz von 180 Grad. Der Motor leistet 121 kW (165 PS) bei 11.000 min−1, das maximale Drehmoment von 114 Nm wird bei einer Drehzahl von 9250 min−1 erreicht.
Das Motorrad beschleunigt in 3,1 Sekunden von 0 auf 100 km/h und erreicht eine Höchstgeschwindigkeit von 264 km/h.

### Kraftübertragung
Im Primärtrieb vom Motor zur mechanisch betätigten Anti-Hopping-Kupplung wird die Kraft über Zahnräder übertragen. Im Sekundärantrieb treibt eine O-Ring-Kette das Hinterrad an. Das geradverzahnte Getriebe mit Klauenschaltung hat sechs Gänge.

### Mechatronik

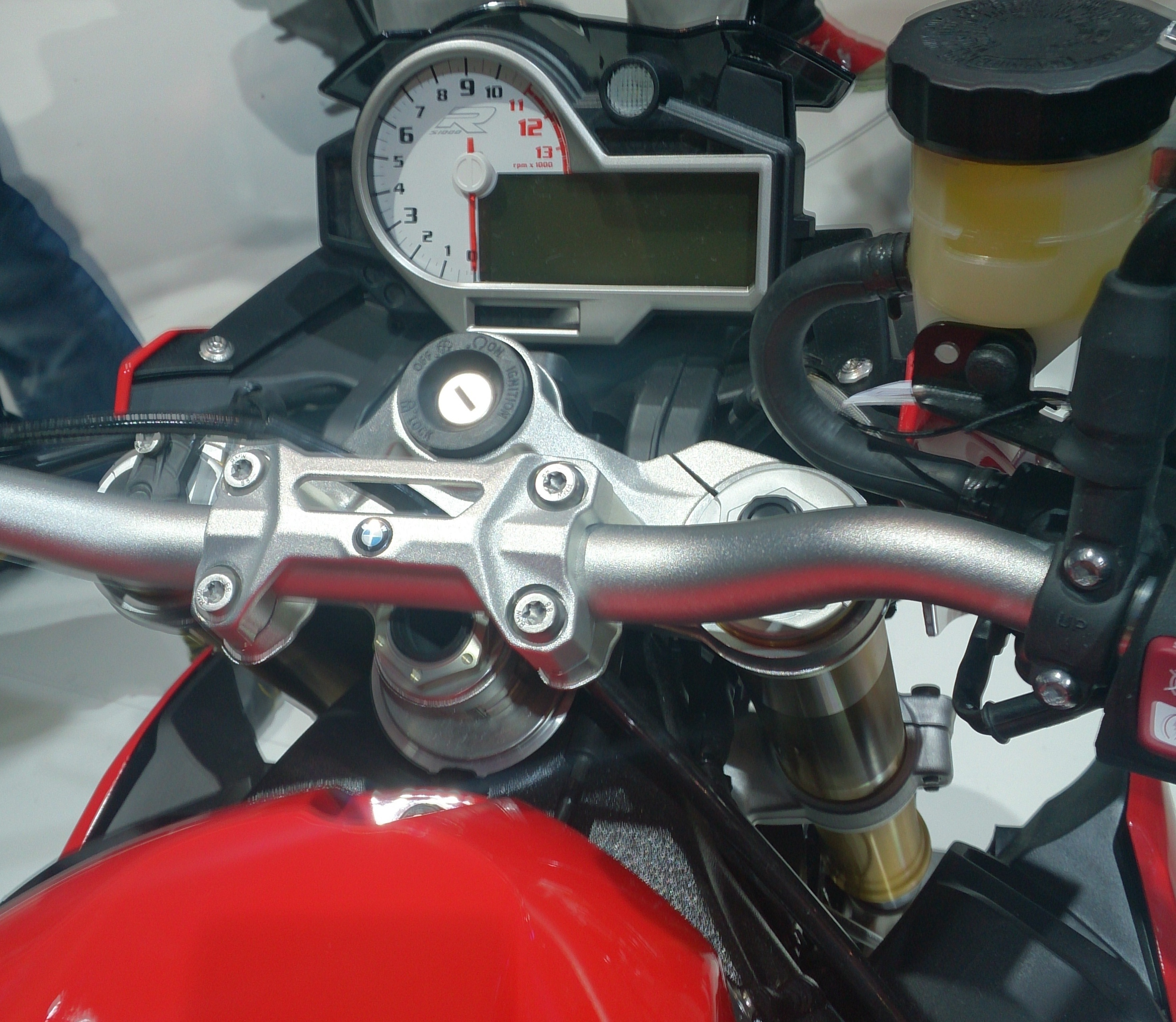
Kombiinstrument beim Modell K47

Die als BMS-X bezeichnete Motorsteuerung hat eine zylinderselektive Klopfregelung. Die Rechnersysteme von Electronic Suspension Adjustment (ESA), Antiblockiersystem (ABS) und Automatischer Stabilitätskontrolle (englisch Automatische Stabilitäts Control, ASC) sind über einen CAN-Bus miteinander vernetzt. Ein Drive-by-Wire setzt die Gasgriffbefehle elektronisch in die entsprechende Drosselklappenstellung um. Die Starterbatterie hat eine Kapazität von 9 Ah und versorgt den elektrischen Anlasser. Die Nennleistung der Lichtmaschine beträgt 350 Watt.

### Kraftstoffversorgung
Der Kraftstofftank fasst 17,5 Liter, davon sind 4 Liter Reserve. BMW gibt den durchschnittlichen Kraftstoffverbrauch mit 5,6 Liter auf 100 km bei einer Geschwindigkeit von 120 km/h an. Ralf Schütze von Motortalk ermittelte einen Testverbrauch von 6,7 Liter auf 100 km, was einer theoretischen Reichweite von 260 km entspricht.
Der Hersteller empfiehlt die Verwendung von bleifreiem Benzin mit einer Klopffestigkeit von mindestens 95 Oktan. Das Kraftstoff-Luft-Gemisch wird von einer elektronischen Kraftstoffeinspritzung gebildet. Die Abgasnachbehandlung durch zwei geregelte Drei-Wege-Katalysatoren senkt die Schadstoffe unter die Grenzwerte der Abgasnorm Euro 4. Die vier Abgaskrümmer der Auspuffanlage münden auf der rechten Seite in einen kurzen Endschalldämpfer aus Titan mit Interferenzrohr und Akustikklappen.

### Fahrwerk
Das Fahrwerk baut auf einem 11,98 kg schweren Aluminiumverbund-Brückenrahmen auf und hat hinten eine Zweiarmschwinge aus Aluminiumguss mit indirekt angelenktem Monofederbein. Das Vorderrad wird von einer Upside-Down-Teleskopgabel mit 46 mm Standrohrdurchmesser und 120 mm Federweg geführt.
Am Vorderrad ist eine Doppelscheibenbremse mit Vier-Kolben-Bremssattel des italienischen Zulieferers Brembo eingebaut, hinten eine Scheibenbremse mit Ein-Kolben-Schwimmsattel. Das serienmäßige Antiblockiersystem wirkt auf beide Bremsen. Das Motorrad verzögert von 100 km/h in den Stand mit durchschnittlich 9,3 m/s² und benötigt einen Bremsweg von 41,5 Metern.
Eine Fahrdynamikregelung (englisch Automatic Stability Control, ASC) vergleicht die Drehzahl der beiden Räder, weicht sie deutlich voneinander ab, dann verhindert eine Antriebsschlupfregelung durch Gasrücknahme ein Ausbrechen des Hinterrads beim Beschleunigen. Die Fußrasten sind, im Vergleich zum Modell RR, um 23 mm tiefergelegt, woraus ein entspannterer Kniewinkel resultiert.

## Kritiken zur ersten Generation

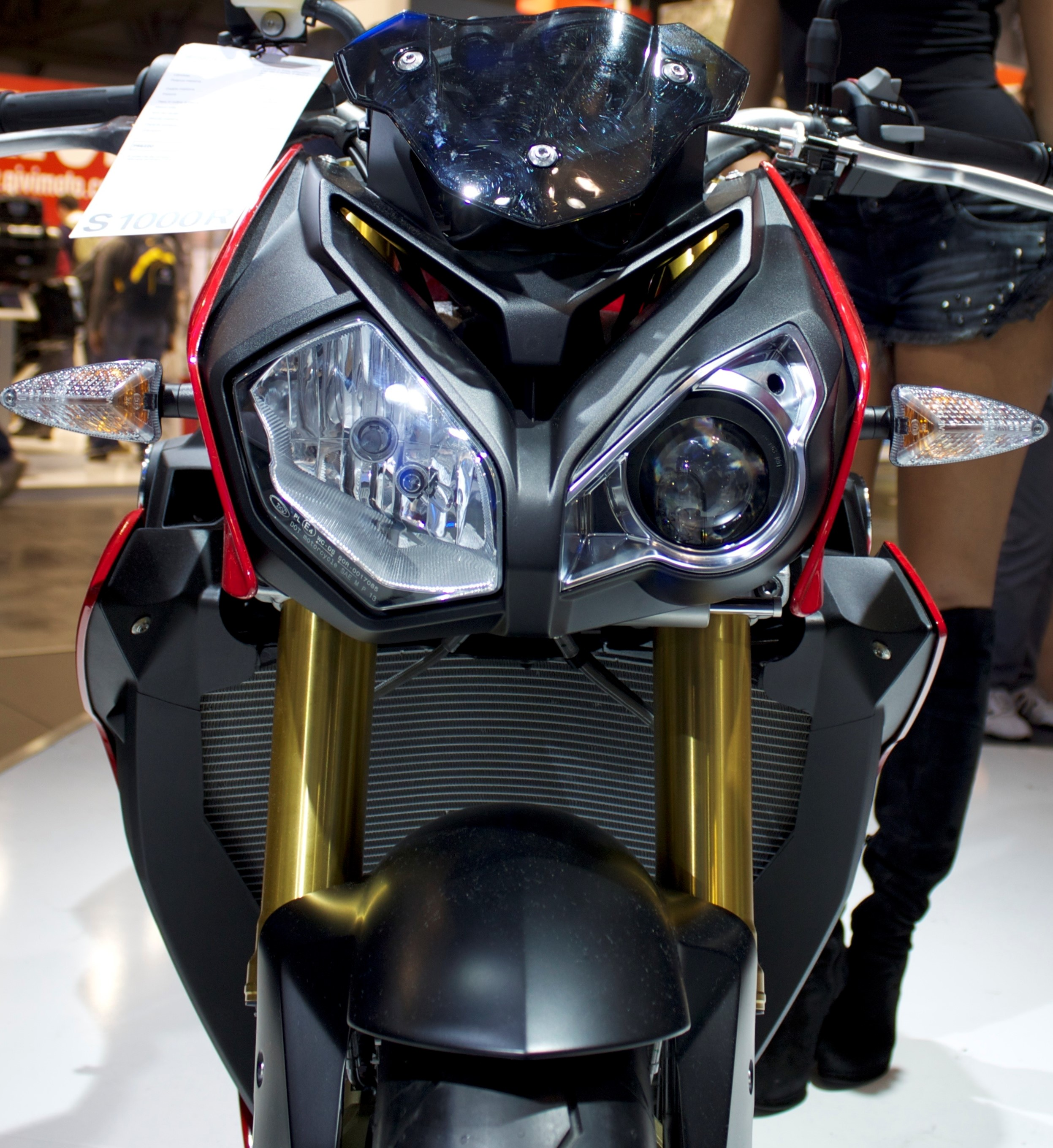
Scheinwerfer der S 1000 R, erste Generation K47

Der an der asymmetrischen Lampengestaltung mehrfach geäußerten Kritik entgegnete BMW-Chefdesigner Edgar Heinrich mit den Worten: „Wir sind das Gesicht in der Masse.“

„Beim Wenden und Rangieren fällt der unangenehm geringe Lenkeinschlag auf. Das neue Display neben dem großen Drehzahlmesser mit Zeiger bietet alles, was man haben will, wirkt allerdings unübersichtlich. Dennoch ist die R die landstraßen- und alltagstauglichere, die komfortablere und somit für die überwiegende Mehrheit der Motorradfahrer wohl die geeignetere S 1000.“

„Wie jeder neue BMW-Reihenvierer zelebriert auch der hier eine gewisse Klangkörnigkeit. Wenn ein japanischer Vierzylinder ein Graubrot ist, dann ist das hier Pumpernickel. Es brüllt. Es brabbelt. Es röhrt. Über die kurze Übersetzung schiebt der Motor an, wie man es anhand der langweilig wirkenden Leistungsdaten nicht erwarten würde. Die Schräglagenfahrt ist ein Gedicht, das Fahrwerk wunderbar neutral, aber mit Restkanten, Spritzigkeit.“

„Zirka 30 PS weniger als ‚offen‘ – noch nie war das so leicht zu verschmerzen wie in diesem Fall. Bei der BMW S 1000 R nimmt man es sogar gerne in Kauf. Es bringt praktisch keine Nachteile mit sich, nur Vorteile: Leistung steht immer noch mehr als genug zur Verfügung, Beschleunigung und Durchzug sind sogar signifikant stärker, die Sitzposition ist viel entspannter – und obendrein ist der Preis erstaunlich günstig, erst recht für BMW-Verhältnisse.“

„Die nahe Verwandtschaft zur ‚Doppel-R‘ ist aus jeder Perspektive offensichtlich, auch wenn die Optik auf das Wesentliche reduziert wurde: Statt Vollverkleidung trägt die ‚Solo-R‘ eine Lampenmaske im Stile der Aprilia Tuono, knappe Seitenteile und einen Bugspoiler. Das stellt die Technik prachtvoll zur Schau, und der klassische Sportschalldämpfer mutierte zum Stummel-Endtopf. Gemäß der Designphilosophie des Hauses zeigt auch die Neue das Split Face, also das geteilte Gesicht.“

„Dass gegenüber dem RR-Motor 33 PS verlustig gegangen sind, macht der Gewinn an Drehmoment bei niedriger Drehzahl mehr als wett. Das Gerät bringt schon im Anlauf Kraft ohne Ende auf die Straße; das Vorderrad wird nur elektronisch auf dem Asphalt gehalten. Ihre 210 Kilo Gewicht fühlen sich im Rollen tänzerisch leicht an; gleichzeitig liegen sie in Kurven so stabil wie Blei im Regal. Hier muss nichts in Schräglage gezwungen oder geführt werden, bei der S 1000 R stimmt die Abstimmung.“

## S 1000 R K63 (seit Modelljahr 2021)
Die zweite Generation der S 1000 R mit 121 kW (165 PS), die auf die asymmetrische Scheinwerferoptik verzichtet, nutzt wieder die Architektur der S 1000 RR, jedoch der Maschine mit dem Werkscode K67; das heißt, Alubrückenrahmen, Gitterrohrheckrahmen, Unterzugschwinge mit neuem Umlenksystem und neuen Light-weight-Gussrädern. Sie wiegt 199 kg. Der Lenker wurde als „oversized dragbar“ (eine nahezu gerade, breite „Lenkstange“) mit einem Durchmesser von 32 mm  ausgeführt. Es sind zwei Positionen einstellbar, eine verschiebt ihn um 1 cm nach vorne. Auf Wunsch sind 1 cm höhere Lenkerböcke erhältlich.
Auch der Motor entspricht der 1000 RR, es wurde aber auf variable Ventilsteuerung ShiftCam verzichtet. Der Verbrauch fiel bei einem direkten Vergleichstest mit der Vorgängermaschine 0,4 l/100 km günstiger aus, er beträgt nach Herstellerangabe 6,2 l/100 km, die CO2 Emissionen betragen 144 g/km (nach WMTC). Der Motor erfüllt auch die Euro-5-Abgasnorm. Der Tank fasst mit 16,5 Litern einen Liter weniger als bei dem Vorgänger. Die Sensorik arbeitet mit einem Sechs-Achs-Trägheitssensor. Das ABS arbeitet auch in Kurven (ABS Pro) und die Maschine hat eine dynamische Traktionskontrolle.
Die Maschine hat LED-Beleuchtung (Serienausstattung), auf Wunsch ist adaptives Kurvenlicht (Headlight Pro) erhältlich. Die analogen Instrumente wurden durch ein TFT-Display ersetzt. Der Marktstart war im Mai 2021.

## M 1000 R (seit Herbst 2022)
Im Oktober 2022 wurde eine leistungsgesteigerte Version der S 1000 R vorgestellt. Mit ihren 154 kW (210 PS) Höchstleistung erreicht sie bis zu 280 km/h Höchstgeschwindigkeit.
Ausreichend Anpressdruck wird durch vergleichsweise große Winglets erreicht, die die Vorderradachse an den Boden pressen: bei 220 km/h werden elf Kilogramm Abtrieb genannt. Die Bremsleistung wurde mit der M-Sportbremse der M 1000 RR gesteigert. Das Gewicht wurde unter anderem mit dem 1 kg leichteren Schmiederadsatz reduziert.

## Marktpositionierung
Der Basispreis betrug zum Verkaufsstart 12.800 Euro in den Ländern der europäischen Währungsunion und 15.000 US-Dollar in den Vereinigten Staaten. Damit war die Basisversion der R über 4000 Euro günstiger als die RR. Im März 2019 betrug der Grundpreis der S 1000 R 13.950 Euro.
In der Klasse der unverkleideten Superbikes ist die S 1000 R  mit einer Nennleistung von 160 PS aus einem Liter Hubraum überdurchschnittlich motorisiert.
Konkurrenzmodelle sind die  Ducati Streetfighter 848 mit 125 PS, die Kawasaki Z1000 (1043 cm³, 142 PS), die Honda CB 1000 R (998 cm³, 125 PS), die Triumph Speed Triple 1050 (1050 cm³, 150 PS) und die Yamaha FZ1 (998 cm³, 150 PS) sowie die Aprilia Tuono V4 1100 RR (1077 cm³, 175 PS). Laut dem Handelsblatt griff BMW mit einem konkurrenzfähigen Einstiegspreis und auffälliger Optik vor allem die japanischen Motorradhersteller in ihrem Kerngeschäft an. Die relativ geringe Gewinnspanne sollte durch hohe Stückzahlen ausgeglichen werden.

## Neuzulassungen in Deutschland (K47 und K63)
| Jahr | Quelle | Neuzulassungen |
| ---- | ------ | -------------- |
| 2014 | [ 24 ] | 1.667          |
| 2015 | [ 25 ] | 1.830          |
| 2016 | [ 26 ] | 1.429          |
| 2017 | [ 27 ] | 1.486          |
| 2018 | [ 28 ] | 1.221          |
| 2019 | [ 29 ] | 970            |
| 2020 | [ 30 ] | 716            |
| 2021 | [ 31 ] | 1.185          |
| 2022 | [ 32 ] | 1.228          |